# Верхотурское водохранилище
Верхотурское водохранилище — водохранилище на реке Туре, в Верхотурском городском округе Свердловской области России.
Создано в 1949 году для работы Верхотурской ГЭС.

## География
Плотина расположена на реке Туре, в 822 км от её устья. Водохранилище вытянуто в целом с востока на запад. На северном берегу водохранилища посёлок Привокзальный и ГЭС, перед посёлком в Туру впадает река Актай, образующая рукав водохранилища. Южный берег покрыт лесом.

## История
Строительство Верхотурской ГЭС началось по проекту института «Ленгидропроект» в 1943 году, с целью обеспечения электроэнергией золотодобывающих предприятий. Строительство станции предполагалось осуществить в две очереди, первая очередь (с отметкой уровня водохранилища 112 м) принята в эксплуатацию 21 декабря 1949 года. Вторая очередь (с отметкой уровня водохранилища 117 м) построена не была. Станция работала до 1958 года изолированно, потом была присоединена к единой энергосистеме,

## Морфометрия
Площадь водосбора — 5225 км². Максимальная высота плотины — 18 метров, отметка гребня плотины — 115 метров, длина — 235 метров.
Данные по параметрам водохранилища в различных источниках сильно разнятся. Так, согласно «Правилам использования Верхотурского водохранилища», водохранилище имеет площадь 3,18 км², длину — 25 км, максимальную ширину — 0,53 км. Полный объём водохранилища составляет 12,39 и полезный — 8,29 млн м³ соответственно. Отметка нормального подпорного уровня водохранилища — 112 м над уровнем моря, уровня мёртвого объёма — 108,5 м, форсированного подпорного уровня — 114,45 м.
В монографии «Максимальный сток рек Свердловской области», для того же нормального подпорного уровня 112 м, приводятся иные данные: площадь водной поверхности — 5,65 км², полный объём — 22 млн.м³, полезный объём  — 14 млн.м³.
В государственном водном реестре указана площадь 2,48 км².

## Данные водного реестра
По данным государственного водного реестра России, Верхотурское водохранилище относится к Иртышскому бассейновому округу, водохозяйственный участок — Тура от истока до впадения р. Тагил, речной подбассейн Тобола, речной бассейн Иртыша.
Код объекта в государственном водном реестре — 14010501221411200010547.